# Tavaster
Tavaster (finsk häme, hämäläiset), var en østersøfinsk stamme, som bosatte sig i blandt andet landskabet Tavastland, som er opkaldt efter dem.
Tavaster fik stor betydning ved Sveriges tidlige ekspansion i middelalderen i det nuværende Finland, både som modstandere og som allierede.
 Der er for få eller ingen kildehenvisninger i denne artikel, hvilket er et problem. Du kan hjælpe ved at angive troværdige kilder til de påstande, som fremføres i artiklen.